# Jugoslavenski vaterpolski kup
Osvajači jugoslavenskog vaterpolskog kupa.
Zimska prvenstva Jugoslavije se od 1973. održavaju kao natjecanja za Kup Jugoslavije.
| Godina   | Ime kluba        | N p/r | Finalist         | 1. utakmica (mjesto i nadnevak)              | 2. utakmica (mjesto i nadnevak)         |
| -------- | ---------------- | ----- | ---------------- | -------------------------------------------- | --------------------------------------- |
| 1973.    | Partizan Beograd | 1     | Mornar Split     | Hvar, Partizan - Mornar 4:3                  | ?                                       |
| 1974.    | Partizan Beograd | 2     | Mladost Zagreb   | Beograd, Partizan - Mladost 9:5              | ?                                       |
| 1975.    | Partizan Beograd | 3     | Mladost Zagreb   | Ljubljana, turnir                            | ?                                       |
| 1976.    | Partizan Beograd | 4     | Primorje Rijeka  | Beograd, Partizan - Primorje 7:6             | ?                                       |
| 1977.    | Partizan Beograd | 5     | Kotor            | Dubrovnik, Partizan - Kotor 4:3              | ?                                       |
| 1978.    | KPK Korčula      | 1     | Kotor            | Šibenik, KPK - Kotor 4:3                     | ?                                       |
| 1979.    | Partizan Beograd | 6     | POŠK Split       | Dubrovnik, turnir                            | ?                                       |
| 1979.    | Primorje Rijeka  | 1     | POŠK Split       | Ljubljana,Primorje-POŠK 8:7                  | Split, POŠK-Primorje 5:4 (čet.8:10)     |
| 1980.    | POŠK Split       | 1     | Partizan Beograd | Split, POŠK-Partizan 7:4                     | Beograd, Partizan-POŠK 7:7              |
| 1981.    | Jug Dubrovnik    | 1     | Partizan Beograd | Beograd, Partizan-Jug 8:7                    | Dubrovnik, Jug-Partizan 8:6             |
| 1982/83. | POŠK Split       | 2     | Jug Dubrovnik    | Beograd,POŠK-Jug 10:6 Dubrovnik,Jug-POŠK 8:5 | Beograd,POŠK-Jug 11:9                   |
| 1983/84. | Jug Dubrovnik    | 2     | POŠK Split       | Zrenjanin, Jug - POŠK 10:9 (produžetci)      | Zrenjanin, Jug - POŠK 10:9 (produžetci) |
| 1984/85. | Partizan Beograd | 7     | Jug Dubrovnik    | Kruševac, Partizan - Jug 9:7                 | ?                                       |
| 1985/86. | Kotor            | 1     | Mornar Split     | Kruševac, Kotor - Mornar 10:8                | ?                                       |
| 1986/87. | Partizan Beograd | 8     | Jug Dubrovnik    | Kruševac, Partizan - Jug 17:7                | ?                                       |
| 1987/88. | Partizan Beograd | 9     | Jadran Split     | Kruševac, Partizan - Jadran 10:7             | ?                                       |
| 1988/89. | Mladost Zagreb   | 1     | POŠK Split       | Beograd, Mladost - POŠK 10:8 (produžetci)    | ?                                       |
| 1989/90. | Partizan Beograd | 10    | POŠK Split       | Beograd, Partizan-POŠK 12:7                  | Split,POŠK- Partizan 13:9               |
| 1990/91. | Partizan Beograd | 11    | Mladost Zagreb   | Beograd, Partizan-Mladost 13:10              | Zagreb,Mladost - Partizan 14:12         |

N p/r = naslov po redu 

Zastave označavaju pripšadnost današnjim državama.
Nakon što su se od 1959. godine usporedno odvijala dva prvenstvena natjecanja, jedno ljetnje i jedno zimsko, od 1973. godine zimska natjecanja su preinačena u natjecanja za državni kup.
Kao zanimljivost, valja navesti da se igrala jedna utakmica završnice kupa, a državna politika je bila da se one igraju - Kruševcu, u Srbiji, u cilju popularizacije vaterpola u tim krajevima. .
Zbog izmjena kalendara natjecanja 1979. igrana su dva finala kupa, a isto se ponovilo i 1988. kada je 25. prosinca 1988. u Beogradu odigrano finale kupa za 1989.

## Najuspješnije momčadi
- Partizan (Beograd) 11 puta
- POŠK (Split) 2 puta
- Jug (Dubrovnik) 2 puta
- KPK (Korčula) 1 put
- Primorje  (Rijeka) 1 put
- Kotor 1 put
- Mladost (Zagreb) 1 put